# 杨梁之战
杨梁之战，公元前561年（周灵王十一年，鲁襄公十二年，楚共王三十年，秦景公十六年，宋平公十五年），楚国联合秦国攻打宋国的战役。
前564年、前562年，楚国、秦国两次联军攻打晋国。前563年至前562年，晋悼公三驾伐郑之役，郑国服从晋国。楚国无力争郑，前561年冬季，楚国子囊、秦国庶长无地联合进攻晋国的盟友宋国，军队驻扎在杨梁（今河南省商丘市东南），以报复晋国的得到郑国。